# Presidente do Comitê Olímpico Internacional
O presidente do Comitê Olímpico Internacional é eleito pela Assembleia do Comitê Olímpico Internacional (COI) em votação secreta para um mandato de oito anos renováveis por mais quatro anos. Segundo a Carta Olímpica, a eleição deve ocorrer na reunião do COI do segundo ano da Olimpíada e o mandato dura quatro anos, podendo ser reeleito para o mesmo cargo duas vezes sucessivamente.
Segundo o mesmo documento, o presidente do COI representa a entidade e preside todas as suas atividades. Ele pode tomar decisões em nome do COI, se o Comitê Executivo da entidade não puder se reunir para tomá-las.

## Presidentes
Desde a fundação do COI, em 1894, nove pessoas já assumiram o posto de presidente:
1. Dimítrios Vikélas (1894–1896) — foi o primeiro presidente, por ser presidente do Comitê Olímpico da Grécia, anfitrião da primeira edição dos Jogos Olímpicos da Era Moderna
2. Pierre de Coubertin (1896–1925) — eleito como Presidente Honorário dos Jogos Olímpicos (1925–1937), título nunca mais empregado a qualquer outro presidente do COI
3. Henri de Baillet-Latour (1925–1942) — morreu enquanto ainda presidia a entidade
4. Sigfrid Edström (1942–1952) — como vice-presidente assumiu após a morte do antecessor, mas só foi efetivado em 1946. Eleito como Presidente Honorário Vitalício (1952–1964)
5. Avery Brundage (1952–1972) — eleito como Presidente Honorário Vitalício (1972–1975)
6. Lord Killanin (1972–1980) — eleito por unanimidade como Presidente Honorário Vitalício (1980–1999)
7. Juan Antonio Samaranch (1980–2001) — eleito como Presidente Honorário Vitalício (2001–2010)
8. Jacques Rogge (2001–2013)
9. Thomas Bach (2013–2025) — eleito como Presidente Honorário Vitalício (2025–presente)[2]
10. Kirsty Coventry (2025–2033)[3]

## Galeria

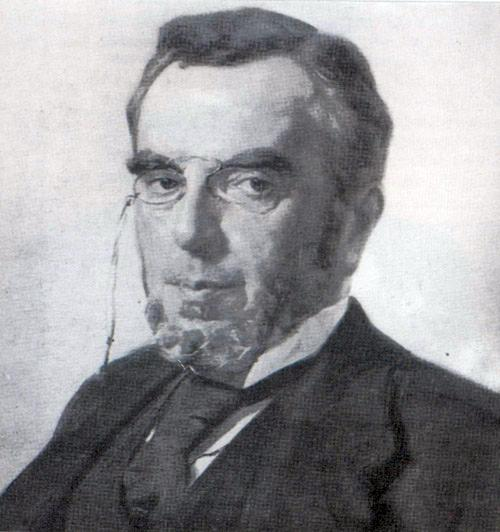
Vikélas.
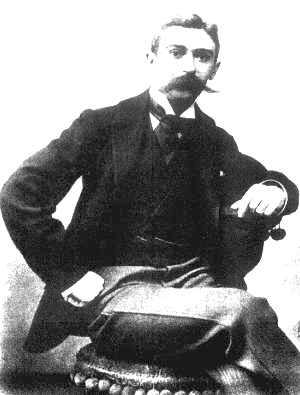
Coubertin.
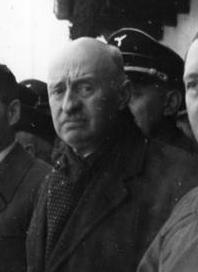
Baillet-Latour.
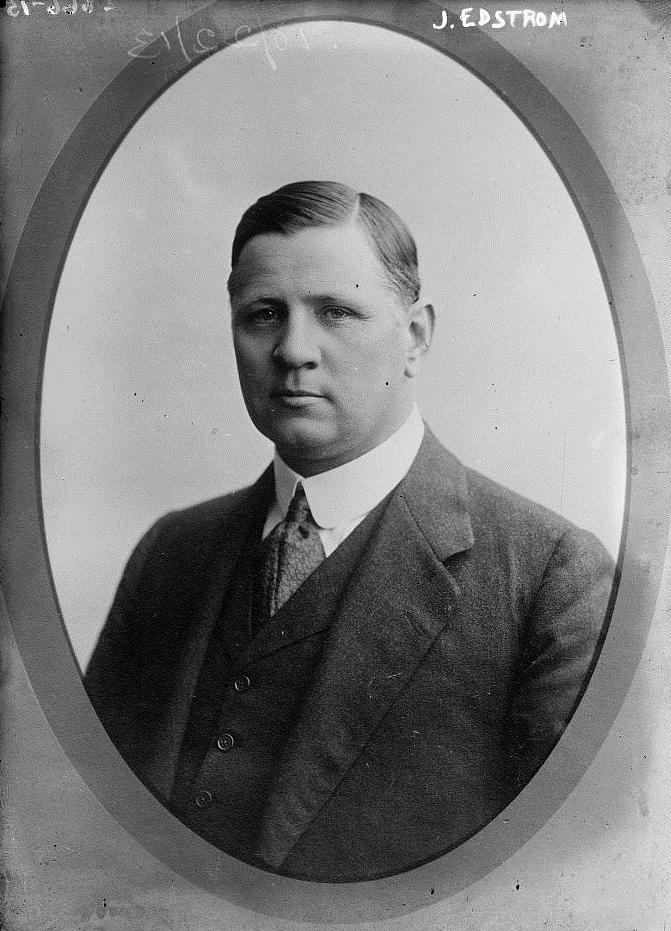
Edström.
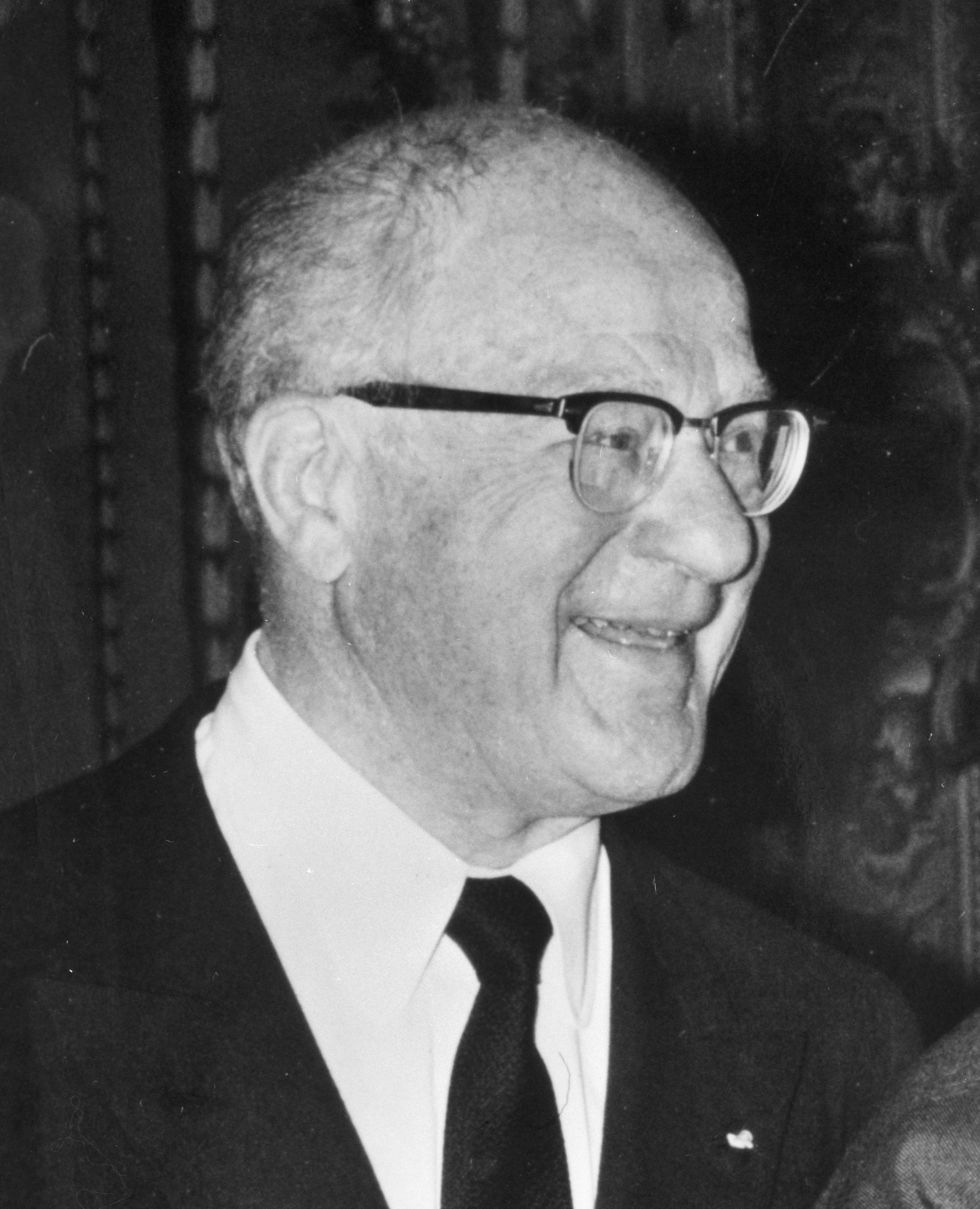
Brundage.
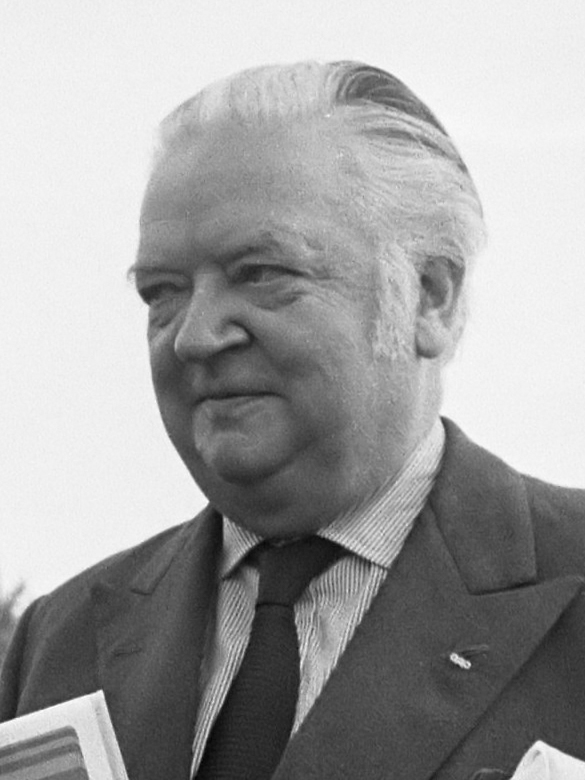
Killanin.
Samaranch.
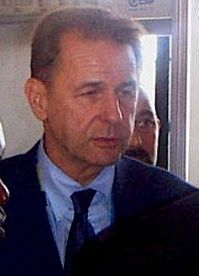
Rogge.
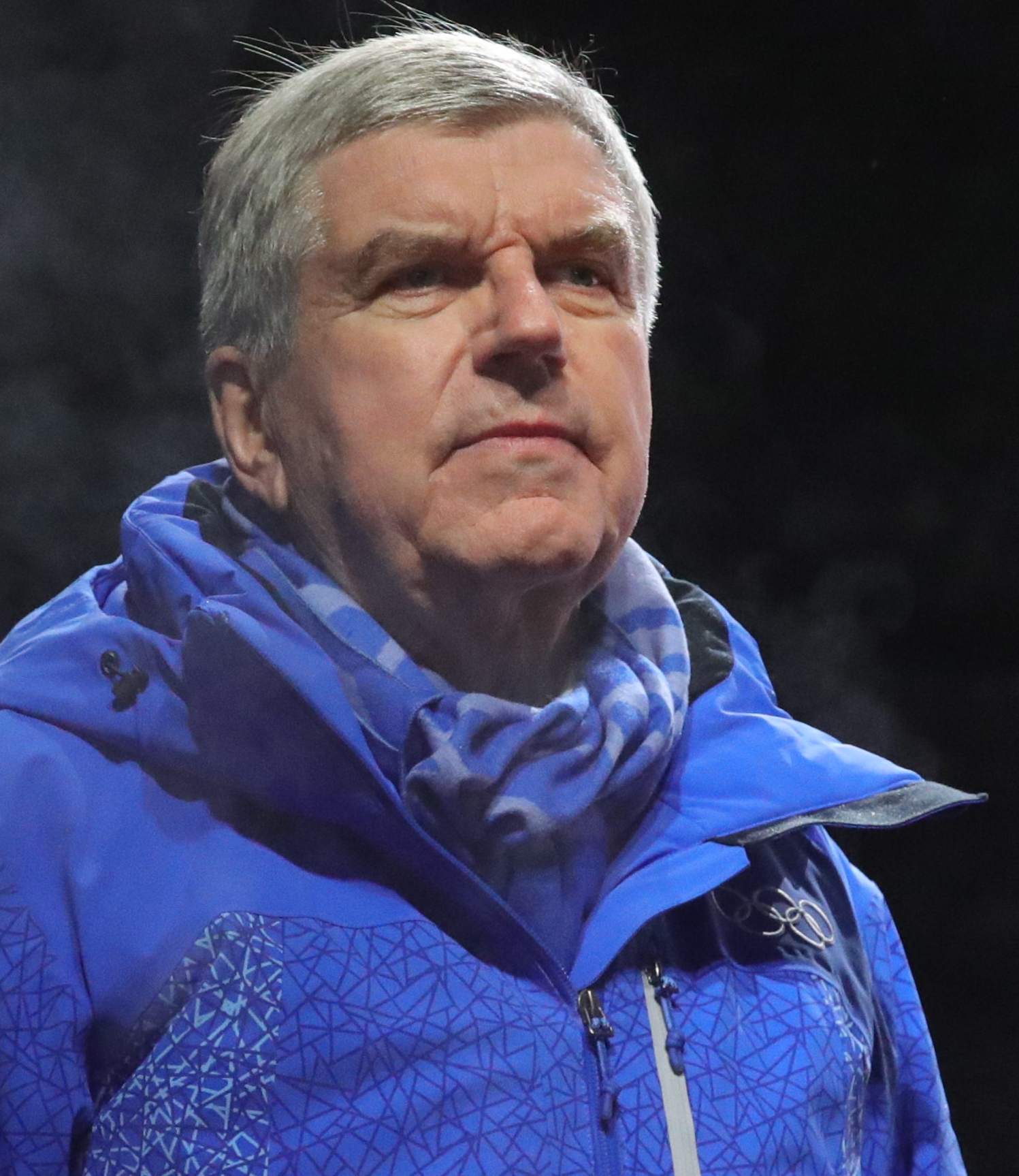
Bach.
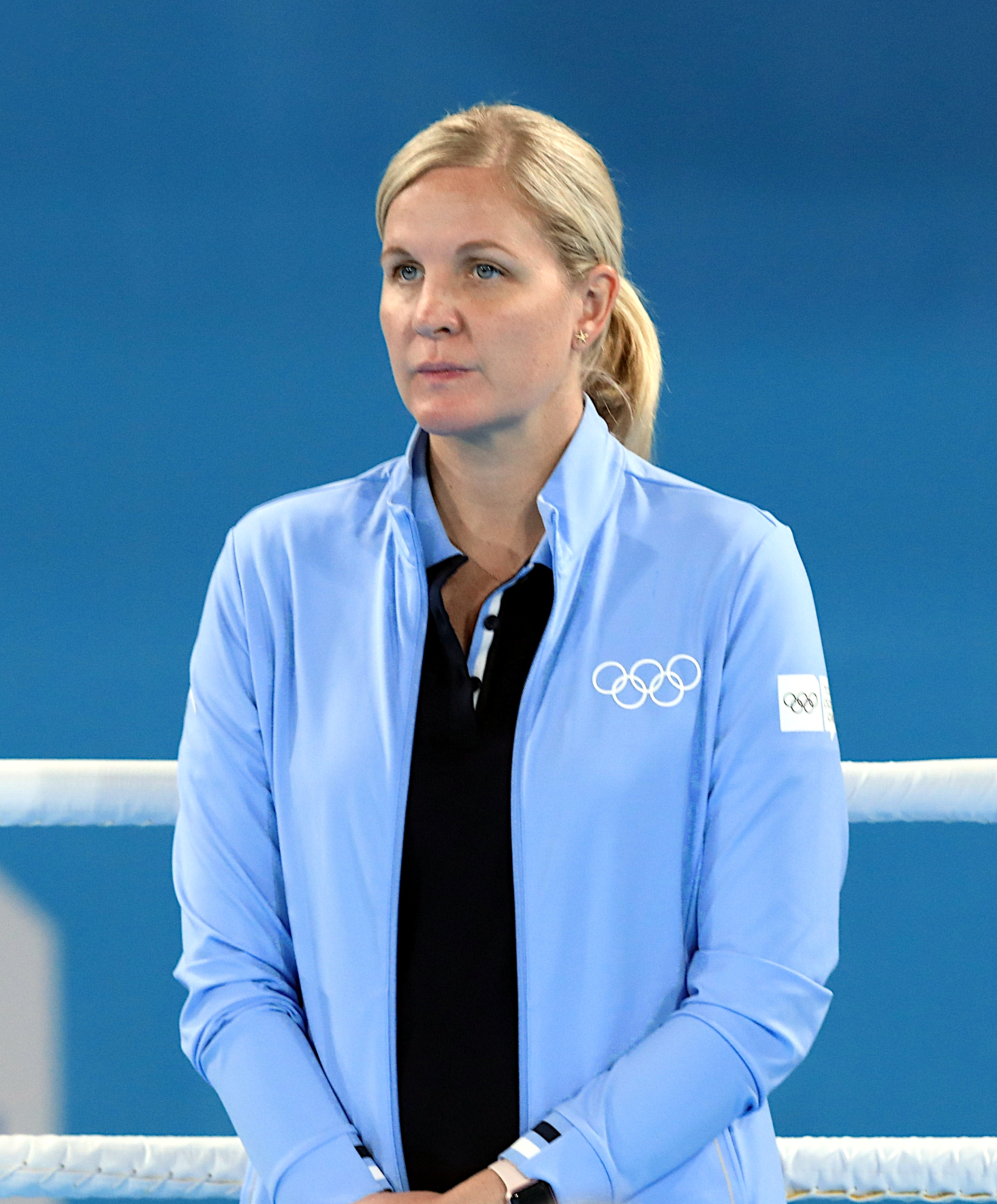
Coventry